# Аргентина на зимних Олимпийских играх 1988
Аргентина принимала участие в Зимних Олимпийских играх 1988 года в Калгари (Канада) в одиннадцатый раз за свою историю, но не завоевала ни одной медали. Сборную страны представляли 15 спортсменов:  5 женщин и 10 мужчин. Они соревновались в 4 видах спорта:
- горнолыжный спорт
- биатлон
- санный спорт
- лыжные гонки.

Самой юной участницей сборной была 16-летняя горнолыжница Каролина Биркнер, самым старшим спортсменом был 28-летний биатлонист Луис Аргель.

## Результаты
Лучшим результатом сборной стало 20 место горнолыжницы Каролины Эйрас в слаломе.